# 3869 Нортон
3869 Нортон (3869 Norton) — астероїд головного поясу, відкритий 3 травня 1981 року.
Тіссеранів параметр щодо Юпітера — 3,479.